# Silgan
Silgan Holdings (NASDAQ: SLGN

) er en amerikansk producent af forbrugeremballage, hvilket inkluderer beholdere i plastik og metal samt dispensere. Virksomheden blev etableret i 1987 af to tidligere ledere hos Continental Can, Phil Silver og Greg Horrigan.
Der er 12.515 ansatte. Hovedkvarteret er i Stamford, Connecticut.